# Amathuxidia suprema
Amathuxidia suprema är en fjärilsart som beskrevs av Hans Fruhstorfer 1899. Amathuxidia suprema ingår i släktet Amathuxidia och familjen praktfjärilar. Inga underarter finns listade i Catalogue of Life.